# Јован М. Катанић
Јован Катанић (Бечањ код Чачка, 18. јул 1881 — Књажевац, 15. октобар 1915) био је мајор српске војске и учесник Балканских ратова и Првог светског рата.

## Биографија
Рођен је 18. јула 1881. године у селу Бечањ код Чачка, у фамилији која је изнедрила познате српске официре, браћу ђенерала Марка Катанића и пуковника Милију Катанића и њиховог синовца мајора Михаила Ј. Катанића.
Након шест разреда гимназије у Чачку завршио је Нижу школу Војне академије у Београду као питомац XXXI класе и произведен у чин пешадијског потпоручника 1900. године. Био је командир вода Десетог, затим Деветнаестог пука. Након упућене молбе, јуна 1904. постављен је за водника Седмог пешадијског пука.
Испит за активног пешадијског капетана положио је 1907. године. Исте године је, сходно решењу Ф-Ђ No. 9175 од 4. и 9. новембра, још увек у чину пешадијског поручника, послат у Немачку на годину дана, као један од 42 официра који су упућени на усавршавање у Француску, Немачку и Аустро-угарску.
За командира Четврте чете Првог батаљона Четвртог пешадијског пука у Пожеги постављен је октобра 1908, као капетан друге класе. Пешадијску школу гађања завршио је 1910. у Београду.

### Балкански ратови и Први светски рат
У Балканским ратовима као капетан прве класе био је командант батаљона у Четвртом пешадијском пуку. За заслуге на бојном пољу унапређен је у чин мајора 1913. године.
У Првом светском рату током 1914. је био командант батаљона у Лимском одреду. Као старешина Петог пука је рањен од Бугара на превоју Кади-богаз октобра 1915. Пренет је у болницу у Књажевац, где је сутрадан умро. Сахрањен је код цркве у Књажевцу.

## Одликовања
Мајор Јован Катанић одликован је следећим признањима:
- Орден Карађорђеве звезде са мачевима IV реда (посмртно)
- Златна медаља за храброст
- Сребрна медаља за храброст

## Занимљивости
Место на коме је смртно рањен мајор Јован Катанић је превој Кадибогаз на граници Србије и Бугарске и на њему постоји спомен крст који носи мајорово име. На тој локацији, између српског села Ново Корито (општина Књажевац) и бугарског села Салаш (општина Белоградчик) од 2001. године сваког јула одржава се међународни-прекогранични фестивал Сабор на Кадибогазу, највећи те врсте у Србији.

## Извори:
1. ↑  Службени војни лист, Год. 24, Број 20, 18. јуна (1. јула) 1904, стр. 3
2. ↑  Службени војни лист, Год. 27, Број 18, 2. (15) јун 1907, стр. 6
3. ↑  Службени војни лист, Год. 28, Број 27, 8. (21) октобра 1908, стр. 4